# Storfrugtet blåbær
Storfrugtet blåbær (Vaccinium corymbosum) er en løvfældende busk med en opret, noget åben, riset vækstform. Bærrene virker maveregulerende: Samlende på "løs" mave, og løsnende på "hård" mave. Arten danner naturlige krydsninger med lav blåbær.

## Beskrivelse
Barken er først glat og lysegrøn, senere bliver den rød, og til sidst er den gråbrun. Knopperne sidder spredt, de er små og lidt "pjaltede" at se på. bladene er ægformede, ovale eller elliptiske med hel rand. Oversiden er friskgrøn, mens undersiden er noget lysere. Høstfarven er klart rød.
Blomstringen strækker sig over 3-4 uger af maj og juni. Blomsterne er hvide og krukkeformede. De sidder tæt sammen i korte klaser. Bærrene bliver blåsorte med et lyseblåt vokslag. I den forreste ende ses et rundt ar. Frøene modner godt og spirer villigt.
Rodnettet ligger højt i jorden, og det er meget fint forgrenet, såkaldt filtdannende. Planten er afhængig af samlivet med en svamp (mycorrhiza).
Højde x bredde og årlig tilvækst: 1,5 x 2 m (15 x 20 cm/år).

## Hjemsted
Storfrugtet blåbær gror i krat på bjergskråninger og højmoser i Nordamerika fra det nordøstlige Illinois, det nordlige Indiana og det sydvestlige Nova Scotia til Florida og det nordøstlige Texas.
I højmoserne langs bredden af Michigansøen i Indiana, vokser den sammen med bl.a. alabamafluetrompet, kongebregne, amerikansk asp, amerikansk knapbusk, bukkeblad, fernisgiftsumak, filtet spiræa, Hypericum virginicum (en perikon-art), kragefod, kærmangeløv, pilekornel, rundbladet soldug, rød løn, Salix candida, Salix pedicellaris (Pile-arter), storfrugtet tranebær, strandtrehage, sumpeg, sumprose og virginsk vinterbær

## Anvendelse
Busken plantes mest for sine eftertragtede bær, blåbærrene, men den er meget smuk som prydbusk både under blomstringen og mens den er klædt i røde høstfarver.

## Sorter
- Vaccinium corymbosum 'Berkeley'
- Vaccinium corymbosum 'Blue Crop'
- Vaccinium corymbosum 'Dennise Blue'
- Vaccinium corymbosum 'Duke'
- Vaccinium corymbosum 'Goldtraube'
- Vaccinium corymbosum 'Hardyblue'
- Vaccinium corymbosum 'Heerma'
- Vaccinium corymbosum 'Jersey'
- Vaccinium corymbosum 'Patriot'

| Portal | Portal:Botanik |

## Note
1. ↑  Anthony L. Swinehart: The structure and composition of vegetation in the lake-fill Peatlands of Indiana (engelsk)